# 5 причин не влюбиться в казаха
«5 причин не влюбиться в казаха» — казахстанский комедийный фильм. Режиссёр — Аскар Узабаев. Фильм вышел в казахстанский кинопрокат 27 декабря 2017 года. Созданием картины занимался продюсерский центр «Sunny Production» совместно со студией «567 Cinema».

## Сюжет
Это история о самостоятельной и своенравной девушке Динаре, которая после учебы за границей решила выйти замуж за француза по имени Жюль. Но беда в том, что её семья не в восторге от их отношений, из-за чего девушка решает провернуть небольшую аферу с таксистом Дарханом, который за гонорар изобразит местного ухажера с отвратительным характером, чтобы родители Динары пересмотрели свое мнение на счет её заморского принца. Динара может назвать как минимум 5 причин не влюбиться в казаха, среди которых: лень, хвастовство и катастрофическая непунктуальность.

## В ролях
- Асель Садвакасова — Динара
- Нуржан Садыбеков — Дархан
- Морган Сеги — Жюль

## Съёмочная группа
- Генеральный продюсер: Асель Садвакасова
- Авторы сценария: Сабит Рахимбаев, Ауез Ауезов, Аскар Узабаев
- Режиссёр: Аскар Узабаев
- Оператор-постановщик: Казбек Амержанов
- Художник-постановщик: Алия Одинаева
- Композитор: Павел Ли

## Создание
Режиссер фильма, Аскар Узабаев, рассказал в интервью о зарождении сюжета киноленты, а также о том, как снимался фильм и как проходили поиски главного героя: «Было безумно сложно было найти актера на роль Дархана, — говорит Аскар. — Я хотел, чтобы это был казахский вариант Адриано Челентано. Он вроде как хам, а с другой стороны — и не хам. Мы перепробовали всех наших известных актеров, и в последний день пришел Дархан. Я не смог присутствовать на кастинге, но когда он его прошёл, мне все начали звонить и говорить о нём. На самом деле, работая с Нуржаном, мне хотелось всем показать, какой он большой хороший актёр»….. «Но на самом деле фильм не о национальностях, а прежде всего о любви. И я закладывал такую мысль, что ее ты можешь встретить нечаянно. Даже в тот момент, когда этого совсем не ждешь и хочешь сделать совсем обратное», — отметил он. О фильме написаны рецензии, в интернете собрано немало отзывов на фильм, рассказаны истории о съемках фильма и результатах проката

### Съёмки
Съемки стартовали 18 мая и завершились 9 июня 2017 года. Снимали киноленту в Алматы и Алматинской области.